# WOWCube
WOWCube, або WowCube — портативна гральна консоль у формі кубика Рубіка 2 × 2 × 2, яка також класифікується як електронна головоломка; приклад дотичного інтерфейсу користувача і перша кубічна гральна приставка. Складається з восьми ідентичних елементів, що працюють як єдине ціле, і дозволяє запускати спеціально підготовлені ігри, написані на мові Pawn. Ліцензія — відкрите апаратне забезпечення (Open Source). Розробники — Сава та Ілля Осипови.

## Автор проекту

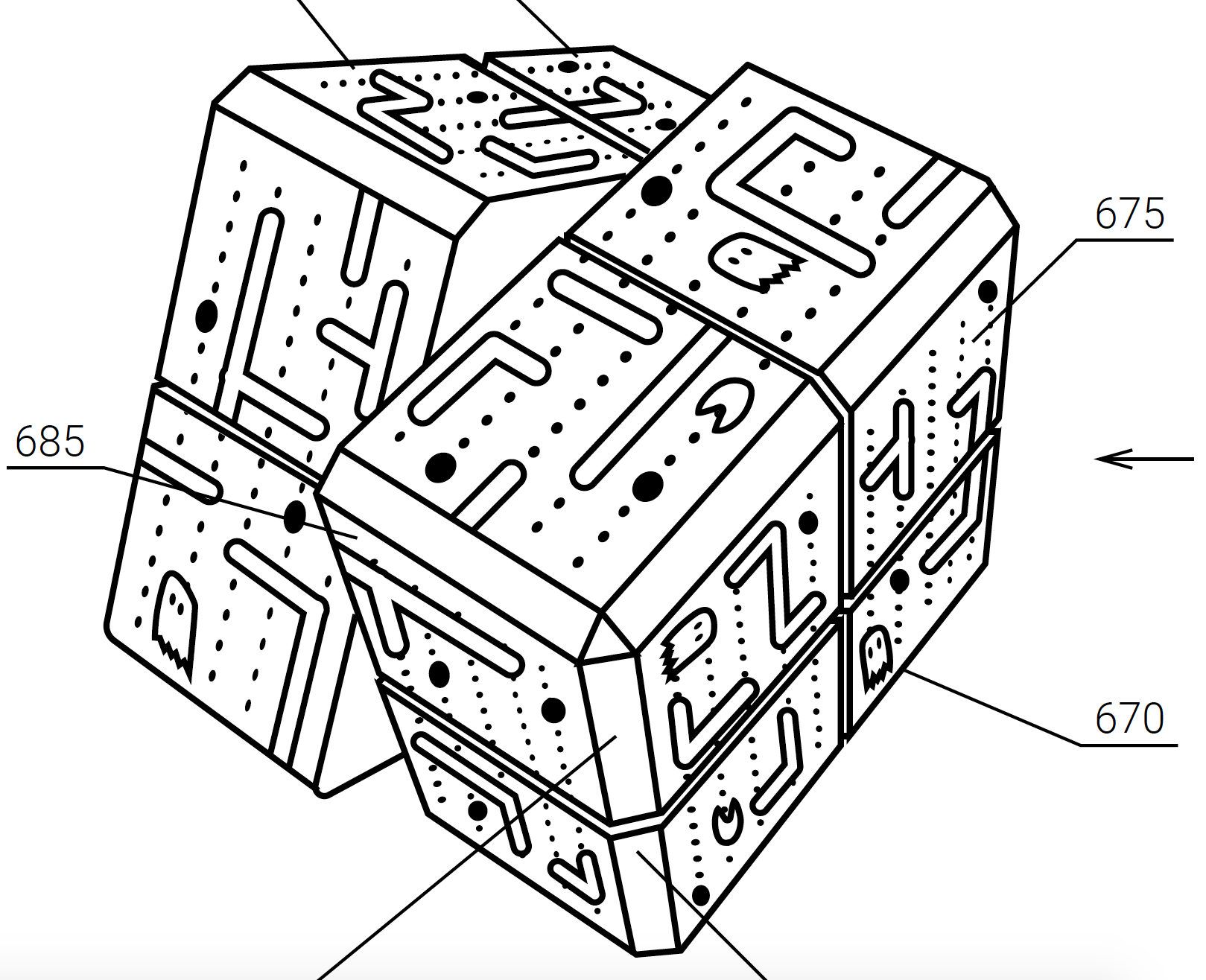
Ілюстрація з патенту WO2018075714

Концепція пристрою була запропонована в 2016 році школярем Савою Осиповим, уродженцем Нижнього Новгороду, який у віці 8 років переїхав із родиною в американський Сан-Франциско (нині сім'я живе в містечку Новато недалеко від Сан-Франциско). З 10 років Сава захоплюється електронікою і програмуванням, ряд його проектів був опублікований в співтоваристві розробників Hackster. Сава наразі веде свій канал на YouTube і регулярно бере участь у хакатонах.
Батько Сави — IT-підприємець Ілля Осипов, випускник Нижньогородського державного університету імені М. І. Лобачевського, учасник багатьох різних стартапів (в тому числі засновник інформаційного сайту Нижнього Новгороду nn.ru), володар ряду патентів і рецензент одного з наукових журналів Нідерландів. Ілля займався програмуванням зі студентських років і в 1996 році виграв Всеросійську олімпіаду з програмування. У 2012 році він продав свій бізнес компанії Hearst Shkulev Media і перебрався з родиною до Каліфорнії, де зайнявся складанням нескладних пристроїв на основі найпростіших комп'ютерів типу Raspberry Pi і Arduino — він збирав міні-комп'ютери, електронні фоторамки та гральні приставки. Сава разом зі своїм батьком брав участь у серії хакатонів в Сан-Франциско і Кремнієвій Долині, представивши серед своїх проектів різдвяну підствітку, Angry Birds-консоль, «розумну» фоторамку і безліч різних предметів, роздрукованих на 3D-принтері.

## Розробка
Ілля Осипов незабаром прийшов до ідеї зробити дешеві кубики з процесорами, які взаємодіють між собою. Спочатку він хотів запустити проект для Kickstarter у вигляді настільної електронної гри, яка складалася б з безлічі взаємодіючих один з одним стандартизованих елементів (кожен зі своїм екраном). Ілля підготував ряд напрацювань, але незабаром з'ясувалося, що ідея подібної гри була вже кимось запатентована, а її автори залучили інвестиції в розмірі 20 мільйонів доларів. 13-річний Сава в 2016 році запропонував батькові доопрацювати ідею в іншій формі — доопрацювати запатентований кубик Рубіка так, щоб всі зовнішні межі були екранами, а весь пристрій функціонував би як єдиний екран; повертаючи грані можна було б перемішати поле і змінити елементи гри. Ідея Сави стала початком існування проекту WOWCube. Хоча перестановка кубиків на площині була скоріше аналогом іграшок для маленьких дітей, ідея граней-екранів з можливістю переміщення об'єктів з грані на грань мала потенціал охопити всі вікові аудиторії.

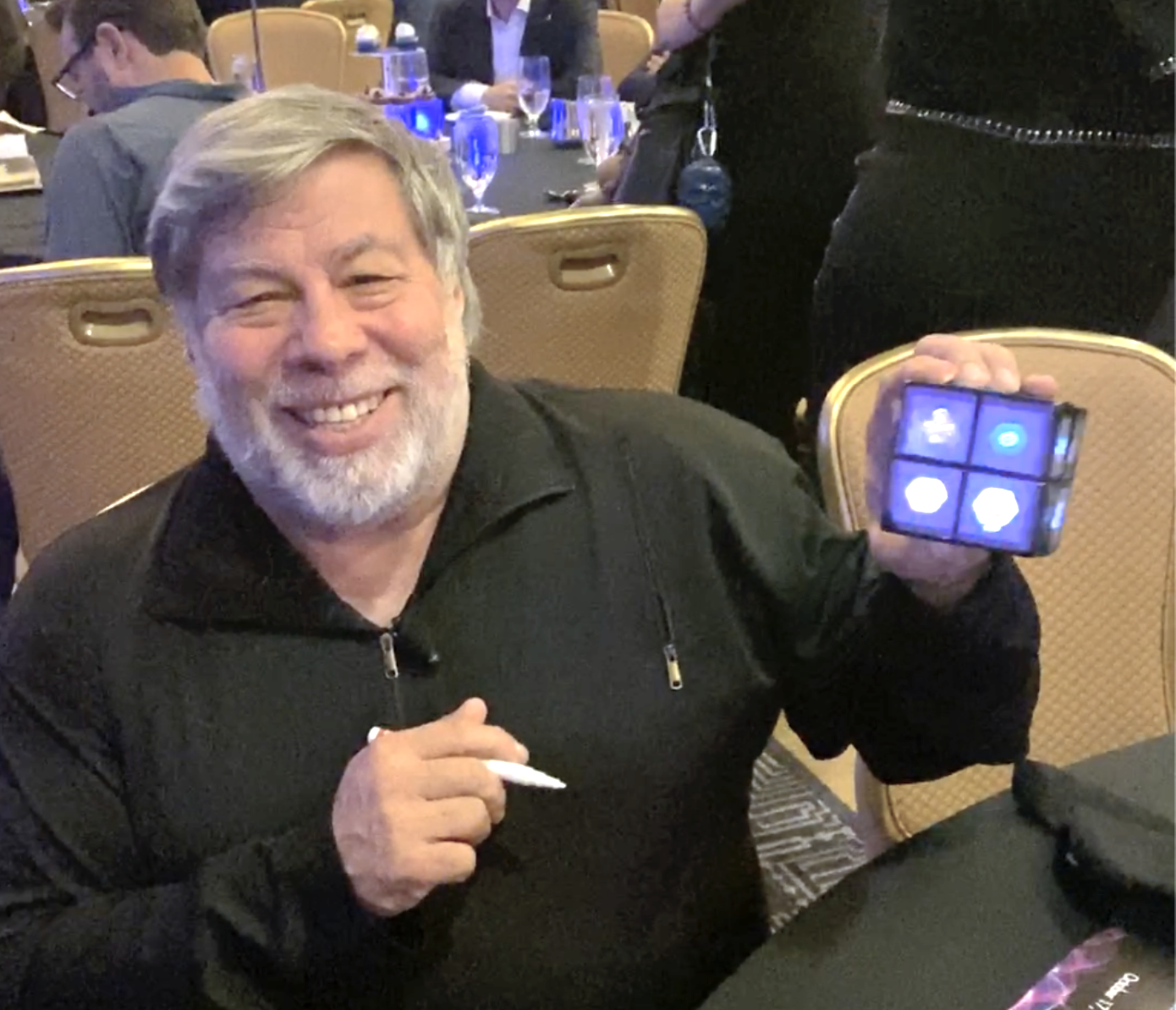
Стів Возняк з WOWCube на DesTechAz 2019

Фінансування проекту здійснювали ректор Московського технологічного інституту Григорій Бубнов, президент Moscow Business School і співвласник компанії amoCRM Денис Митрофанов і приватний фонд Fermosa, що виділили влітку 2017 року біля 500 тисяч доларів США на розробку трьох варіантів прототипів WOWCube. Лідируючим інвестором став керуючий партнер BitFury Марат Кичиков, який довів загальну суму до 1,4 млн доларів США. На розробку проекту пішло близько півроку: Ілля займався вивченням публікацій і патентів по темі, а також складанням сценаріїв ігор; Сава генерував ідеї і брав участь в обговоренні зовнішнього вигляду і функціональності іграшки. У 2017 році Сава і Ілля розробили перший прототип за допомогою конструктора Arduino і домашнього 3D-принтера IIIP Monoprice — раніше на ньому Сава друкував іграшки, які потім продавав за невелику ціну. Розмірність прототипу була обрана 2 × 2 (як в магнітної головоломці Ларрі Ніколса, створеної в 1970 році) замість запланованих 3 × 3; моделювання проекту велося за допомогою програми SketchUp. По ходу збірки прототипу Сава і Ілля відмовилися від ідеї радіоканалу для організації зв'язку між компонентами, а також виключили використання Android або Linux в якості ОС в зв'язку з незвичайною геометрією пристрої.
8 червня 2017 року ранній прототип було представлено на науково-практичній конференції CALL в Каліфорнійському університеті в Берклі. У листопаді 2017 року Осипови отримали російський патент, подавши також успішні заявки на патенти в США та Китаї і відправивши заявки на патенти в восьми країнах з розвиненими економіками. У січні 2018 року пристрій було анонсовано на виставці CES в Лас-Вегасі, а в травні 2018 представлено широкій публіці на виставці Maker Faire в місті Санта-Клара (Каліфорнія). На форумі ARIZONA'S SIGNATURE TECH EVENT, що пройшов з 16 по 17 жовтня 2019 року в Аризоні, з розробкою WOWCube ознайомився співзасновник Apple Стів Возняк, який підписав екземпляр іграшки, зазначивши, що раніше з подібними іграшками не зустрічався. Авторам запропонували співпрацю з WOZUEducation в сфері освіти.
Виконавчий директор Cubios Inc. Макс Філін повідомив, що компанія збирається випустити 200 екземплярів WOWCube для подальшого поширення і має намір розробити додатки, що показують поточну дату і час, погоду і останні новини на екрані, поки WOWCube буде перебувати на підзарядці. Очікується, що вартість готового примірника буде варіюватися від 149 до 249 доларів США. Плановані найближчі виставки — CES в січні 2020 року і Toyfair навесні 2020 року.

## Опис

### Фізичний
WOWCube є кубом, що складається з 8 автономних модулів, вони разом мають 24 дисплея, здатні повертатися один відносно іншого, як в кубику Рубіка. Магнітні з'єднання забезпечують неперервний потік інформації між автономними модулями, забезпечуючи безперешкодний ігровий процес. Куб можна крутити в руках і трясти. Для WOWCube розроблені кілька ігор таких жанрів, як головоломки, логічні, пазли, Скреббл, аркади і лабіринти. WOWCube забезпечує гральний досвід змішаної реальності, який поєднує в собі кручення і тряску в матеріальному світі з цифровим діями, що візуалізуються на 24-квадратних суб-дисплеях куба. WOWCube поєднує в собі властивості фізичних гаджетів, як у динамічних іграшок для обертання в руках (на зразок спінера), при цьому включаючи в один пристрій і цифрові ігрові консолі.

### Технічний

Інтерфейс 3D-емулятора WOWCube на мові Processing

Пристрій складається з восьми ідентичних секцій, які обмінюються даними через групи неодімових магнітних контактів, які, крім функції комунікації, забезпечують стійке положення конструкції, що дозволяє спостерігати гральний процес на спільних гранях, складених з екранів чотирьох сусідніх секцій. Магнітні контакти могли притягатися в будь-якої конфігурації завдяки тому, що в сферичні тримачі вставлялися незакріплені неодимові кульки, які обертаються навколо своєї осі — ця конструкція була запатентована як магнітні контакти, що прокручуються, під назвою UniSex.
В останній версії габарити пристрою становлять 76 × 76 × 76 мм, а вага — 400 грам. Корпус виконаний з ABS-пластика. Кожна з восьми секцій містить:
- 3 IPS TFT екрани з діагоналлю 1,56 дюйма і роздільною здатністю 240 × 240 точок (65 тисяч кольорів, глибина кольору 18 біт), захищених склом Gorilla Glass;
- Мікроконтролер STM32F405 (тактова частота 168 МГц, ОЗУ 192 кБ);
- 8 Мбайт Flash-пам'яті;
- 6-осьовий гіроскоп і акселерометр, що підтримують реалістичну реакцію на маніпуляції з кубиком[9];
- Батарею ємністю 540 мА/год;
- Модуль Bluetooth для зв'язку зі смартфоном або планшетом[26].

### Платформи використання
Консоль WOWCube використовує FreeRTOS в якості операційної системи, а також абстрактну машину мови Pawn для інтерпретації P-коду, що дозволяє виконувати попередньо скомпільовану логіку ігор як на консолі, так і в її програмному емуляторі. WOWCube SDK містить програмний емулятор, що дозволяє запускати розроблювані ігри на ПК при відсутності реальної консолі. Усі компоненти програмного забезпечення WOWCube поставляються за відкритими ліцензіями, такими як MIT, BSD і Apache License.

### Програмний емулятор

Приклад гри на поверхні WOWCube (анімація)

До складу SDK WOWCube входить програмний емулятор, що дозволяє розробляти програмне забезпечення без наявності у розробника реальної консолі WOWCube. Станом на 2019 рік підтримуються операційні системи Windows і MacOS. Емулятор побудований на базі наступного безкоштовного програмного забезпечення з відкритим вихідним кодом:
- Мова Processing — використовується для 3D візуалізації гральної консолі, підвантаження і відображення ресурсів (картинок) ігор, а також передачі подій (поворот кубиків, вплив на акселерометр) від користувача в логіку, написану на мові Pawn[32]. У реальному WOWCube замість мови Processing використовується мова C. API для взаємодії з мовою Pawn однаково і для реальної консолі WOWCube і для програмного емулятора.
- Мова Pawn — використовується для написання логіки ігор. Логіка гри реагує на події від реальної консолі WOWCube або від емулятора, відправляючи в свою чергу у відповідь чергу команд для візуалізації змін в сцені гри[33].
- Інтегроване середовище розробки Visual Studio Code — використовується для редагування коду ігор на мові Pawn і запуску їх на програмному емуляторі. Також можливе редагування коду 3D визуализатора WOWCube, написаного на мові Processing.

У тестовому режимі були доступні дві іграшки: перша мала вигляд збору метеликів на гранях з двох різних половинок (на першому рівні всього три метелики) з подальшим ускладненням збірки, друга — збір трубопроводу з різних елементів з завданням усунути витік. За словами Іллі Осипова, серед можливих проектів нових ігор є варіант згону тарганів на одній грані, щоб їх «зачинити», і запуск Pac-Man за підтримки компанії Bandai Namco. Пізніше гри для WOWCube стали доступні на Apple Store.

## Аналоги
- Siftable (комерційна назва Sifteo), розроблені в лабораторії MIT Media Lab — інтерактивні модульні пристрої (кубики), які можуть відтворювати графічні зображення, визначати характер свого положення в просторі і взаємодіяти з іншими модулями. Взаємодія з кубиками відбувається при їх суміщенні, нахилі, трясці, повороті: кожен «кубик» Siftable оснащений кольоровим дисплеєм, з чотирьох сторін пристрою є інфрачервоні порти (для зв'язку з іншими модулями), для зв'язку з комп'ютером використовується модуль Bluetooth, для зберігання зображень і інших даних використовується флеш-пам'ять, є акселерометр для відстеження переміщення по трьох осях, струшування, нахилу і інших змін його просторового положення)[36].
- GoCube — електронна версія Кубика Рубіка, представлена незалежною групою розробників із Тель-Авів (Ізраїль), це спортивний гаджет підключений через BlueTooth до смартфона або планшета і дає змогу користувачам змагатися у швидкості збирання або навчатися за допомогою додаткової інформації на дисплеї[37].

## Відзнаки
- Виставка Maker Faire, травень 2018 року, Санта-Клара (Каліфорнія) — приз «Вибір редакції»[6][38]
- Конференція і конкурс стартапів SVOD'18[18], 31 травня 2018 року, Музей комп'ютерної історії, Маунтін-В'ю (Каліфорнія) — перший приз «Вибір аудиторії»[6][39]
- Премія World Technology Award 2018 — фіналіст в категорії «IT Hardware»[40]
- Всеукраїнський конкурс «Люди справи» 2019 — срібний призер (Ілля Осипов) в номінації «Молода справа»[41].